# Теофіліс Тільвітіс
Теофіліс Тільвітіс (лит. Teofilis Tilvytis; 1904—1969) — литовський радянський поет, перекладач.
Народився 15 (28) січня 1904 року в селі Гайджяй (нині Утенський район, Литва) в сім'ї селянина-середняка. До 13 років жив у батьків, допомагаючи по господарству. У 1917 році вступив до Паневезької гімназії, потім перевівся в Утенську, але в 1922 році був з неї виключений за видання антиклерикальної шкільної газети. З 1923 року почав публікувати в пресі свої вірші. Переселився в Каунас, в 1923—1930 роках працював писарем-реєстратором в Податковій інспекції. Займався в акторській студії при сатиричному театрі «Вілколакіс». У 1926—1927 роках служив в Литовській армії, після чого продовжував працювати в Податковій інспекції до 1930 року. Брав участь в авнгардистському русі «Чотири вітри» («Кятурі веяй»).

За підтримки Казіса Бінкіса та інших рухівців видав першу книжку — збірку пародій «Три гренадера» (1926). У 1933—1940 роках був редактором щотижневої сатиричної газети «Кунтапліс» («Kuntaplis»). У 1940 увійшов до оргкомітету Союзу литовських радянських письменників і до редколегії літературного журналу «Раштай». Під час німецької окупації був заарештований, після перебування у в'язниці в Каунасі і в концтаборі в Правенішкес був висланий до села.
Після війни став активним діячем соціалістичної культури. У 1945 році Т. Тільвітіс працював заступником редактора журналу «Пяргале» і секретарем СП Литовської РСР. У 1947—1963 роках обирався депутатом ВР Литовської РСР. Член ВКП (б) з 1951 року.
Помер 5 травня 1969 року. Похований у Вільнюсі.